# Nazar Najarian
Nazar Najarian (armeni: Նազար Նաջարյան; àrab: نزار نَجَاريَان, Nazār Najāriyān), també conegut com a Nazo, (Beirut, c. 24 de juliol de 1947 - Beirut, 4 d'agost de 2020) va ser un empresari i polític armeni-libanès, que va exercir de secretari general del partit polític del Líban Falanges Libaneses (Kataeb) des de l'11 de juny de 2018 fins a la seva mort el 4 d'agost de 2020.

## Trajectòria
Najarian va ser el més gran de cinc germans d'una família armènia. L'any 1975 es va involucrar en la política libanesa a l'inici de la Guerra civil libanesa.
El 1980, Baixir Gemayel li va encarregar la missió de «mobilitzar individus». També va realitzar diverses missions durant el mandat de Gemayel, i especialment durant la Guerra civil libanesa.
Va marxar a viure del Líban a Qatar fins al 2003, per després canviar de residència al Canadà, on es va allunyar completament de la política. Va ser conseller delegat de Tetran Holding Inc.
Najarian va morir el 4 d'agost de 2020 després de patir greus ferides al cap durant les explosions que es van produir al port de Beirut. Va patir un traumatisme cranioencefàlic i va sucumbir a les ferides. Va ser enterrat el 8 d'agost de 2020.